# Omar Egadze
Omar Egadze (* 28. července 1939 Tbilisi) je bývalý sovětský a gruzínský zápasník – klasik.

## Sportovní kariéra
Zápasení se začal aktivně věnovat v 16 letech v rodném Tbilisi pod vedením Omara Balačivadzeho. Později se dostal do tréninkové skupiny trenéra Leonida Dzekonskiho, pod kterým se specializoval na řecko-římský styl. V sovětské mužské reprezentaci se pohyboval od roku 1961 ve váze do 57 kg. V roce 1964 prohrál nominaci na olympijské hry v Tokiu s kyjevským Vladlenem Trosťanskym. Sportovní kariéru ukončil v roce 1968 potom, co se opět nevešel do sovětského olympijské týmu pro start na olympijských hrách v Mexiku. Věnoval se trenérské a funkcionářské práci.

## Výsledky
| Turnaj            | 1962 | 1963 | 1964 | 1965 |
| Turnaj            | 23   | 24   | 25   | 26   |
| Turnaj            | -57  | -57  | -57  | -57  |
| ----------------- | ---- | ---- | ---- | ---- |
| Olympijské hry    |      |      | —    |      |
| Mistrovství světa | 2.   | —    |      | úč.  |